# Sanktuarium Matki Bożej Wniebowziętej w Lipinkach
Sanktuarium w Lipinkach – sanktuarium maryjne z figurą MB Wniebowziętej nazywaną łaskami słynącą figurą Matki Bożej Lipińskiej. Znajduje się ono w Lipinkach (województwo małopolskie) w diecezji rzeszowskiej.

## Historia
Nie jest znany czas powstania, ani twórca figury Matki Bożej Lipińskiej. Autorem i wykonawcą musiał być artysta wysokiej klasy. Prawdopodobnie została wykonana w Krakowie. Przekazywana przez miejscową ludność legenda mówi o węgierskim pochodzeniu figury, jednak historycy odrzucają ten przekaz. Nieznany pozostaje również fundator figury czczonej w Lipinkach. Jest rzeczą prawdopodobną, że stanowiła ona fundację mieszczan Biecza dla kościoła parafialnego w Męcinie Wielkiej, która w tym czasie była własnością tego miasta. Pod koniec XV w. Męcina Wielka, i jej okolice wyludniły się na skutek zarazy i licznych wojen, a to pociągnęło za sobą likwidację tamtejszej parafii rzymskokatolickiej. Z początkiem XVI w. przybyli na te tereny Wołosi, dla nich we wsi została utworzona parafia greckokatolicka, a być może prawosławna. W związku z tymi wydarzeniami figura została przeniesiona do Lipinek. Na temat przeniesienia figury do Lipinek z Męciny Wielkiej krążą różne opowieści. Jedna z nich mówi, że figura przypłynęła do Lipinek na wezbranych wodach rzeki i osiadła na brzegu w rejonie pierwszego kościoła. Inne to takie, że figura została wykradziona i przewieziona do lipińskiego kościoła przez ludność polską po przybyciu do Męciny Wielkiej Wołochów.
Pierwszy kościół w Lipinkach był drewniany i pod wezwaniem św. Marcina. Stał w środku wsi, nad rzeką, na jej lewym brzegu. Dowodem istnienia kościoła jest kapliczka, zbudowana z kamieni pochodzących z jego fundamentów i postawiona w tym miejscu. Figura w tym kościele znajdowała się do roku 1624, kiedy wybudowano drugi kościół na północnym krańcu wsi. Prawdopodobnie były dwa powody rozpoczęcia budowy. Pierwszy to rozwijający się kult figury Matki Boskiej Lipińskiej, a drugi to fakt nabycia miejscowości przez hrabiego Jana Wielopolskiego, który chciał tą budowlą zaimponować. Nowy budynek wymurowano z kamienia w stylu renesansowym. Miał osobną dzwonnicę z dzwonami i organy siedmio-głosowe.  Wystrój wnętrza był bogaty. Służył przez 158 lat, został rozebrany w 1782 z powodu złego stanu. W 1776 Lipinki kupił Ewaryst Andrzej Kuropatnicki. Widząc, że kościół, który zastał, popada w ruinę, postanowił wybudować kolejny.
Kamień węgielny pod trzeci z kolei kościół położony został 16 sierpnia 1780 roku. Remontowano go w 1887 z powodu pępnięć w sklepieniach i ścianach. Prace odnowieniowe prowadzone były również po dwóch pożarach – w 1912 i 1972. Remont po pożarze w 1912 roku sprawił, że w kościele dominował kolor złoty i biały. Wykonano wtedy stacje drogi krzyżowej z drewna dębowego, pochodzącego z pobliskich lasów. Pożar w 1972 roku zniszczył niemalże  cały kościół. Spalił się dach i wieża, spadły dzwony, częściowo spalona została figura Matki Bożej Lipińskiej. Odnowiony został w nowym stylu, skromniej niż przed pożarem, z wyeksponowaną bardziej figurę. Przy wejściu do kościoła znajduje się kamienne naczynie, na wodę święconą, w kształcie kielicha o wysokości około 1 metra i średnicy ponad 60 centymetrów. Prawdopodobnie naczynie to pochodzi z wcześniejszych lipińskich kościołów.
Pożar miał miejsce tuż po uzyskaniu w Rzymie przez ordynariusza diecezji, biskupa Jerzego Ablewicza, zezwolenia na koronację łaskami słynącej figury Matki Bożej Lipińskiej na prawie papieskim. Żywotność kultu maryjnego od początku XVII w. w Lipinkach i okolicznych miejscowościach sprawiła, że biskup polecił wykonać wierną kopię zniszczonej figury. Po zrekonstruowaniu figury i odbudowie kościoła rozpoczęto przygotowania do koronacji, jako że dekret Kapituły bazyliki św. Piotra w Rzymie zezwalający na koronacje figury wydany był już 13 lipca 1969 r., a jego realizacji przeszkodził pożar kościoła. Termin koronacji wyznaczono na 17 sierpnia 1980 r. Aktu koronacji papieskimi koronami dokonał biskup ordynariusz tarnowski wraz z trzema biskupami pomocniczymi. W uroczystości wzięło udział 22 biskupów, około 800 księży, około 400 sióstr zakonnych i tysiące wiernych.
W 1998 poświęcono plac pod budowę nowego kościoła, czwartego z kolei. Jego konsekracja miała miejsce 15 sierpnia 2005 roku w święto Wniebowzięcia NMP. Tego samego dnia, do nowej świątyni przeniesiono figurę Matki Bożej Lipinskiej. Świątynia została wybudowana jako wotum wdzięczności dla Matki Boskiej Lipińskiej z okazji srebrnego jubileuszu  koronacji i opieki od ponad 500 lat. Konsekracji dokonał ks. bp. Kazimierz Górny ordynariusz diecezji rzeszowskiej.

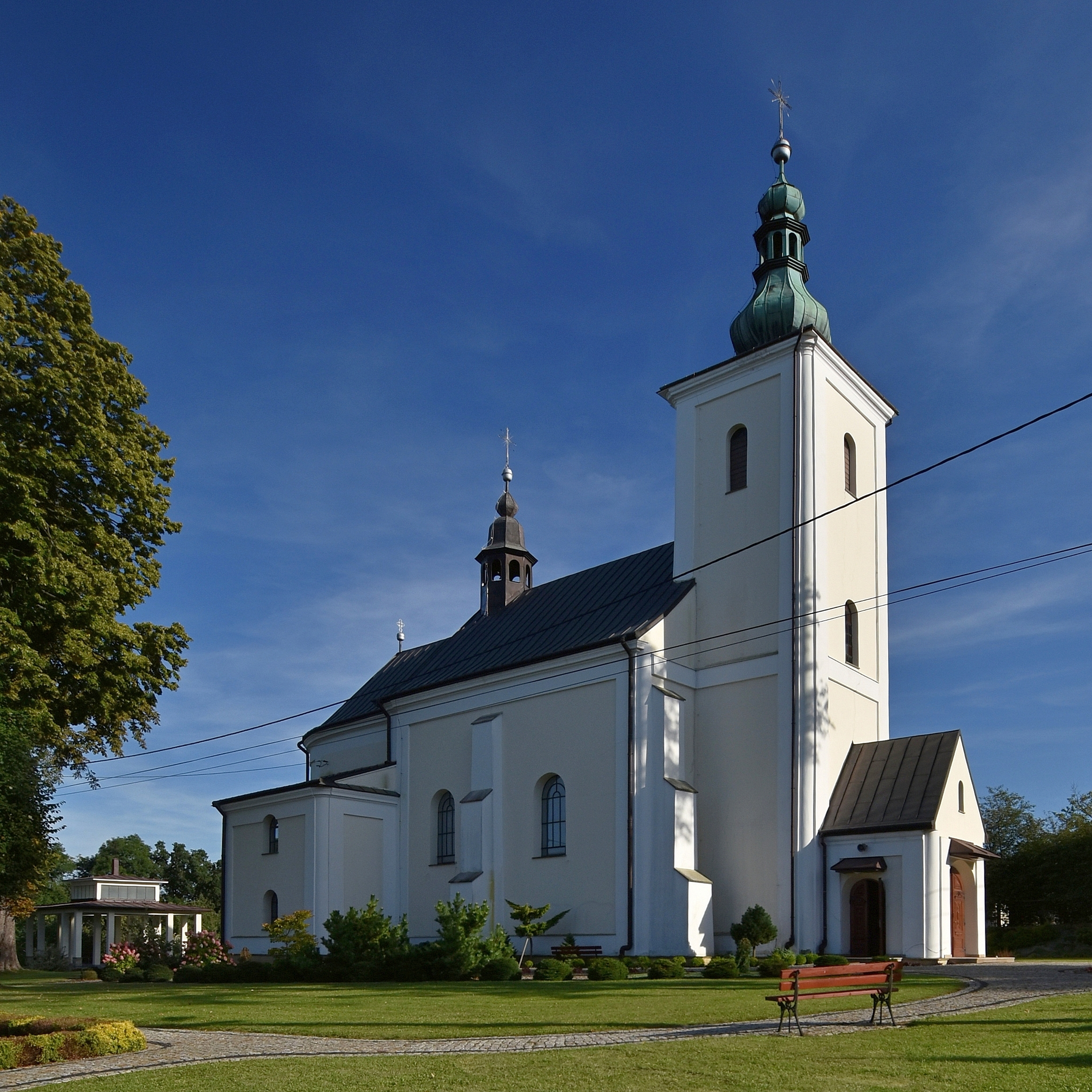
Kościół stary w Lipinkach
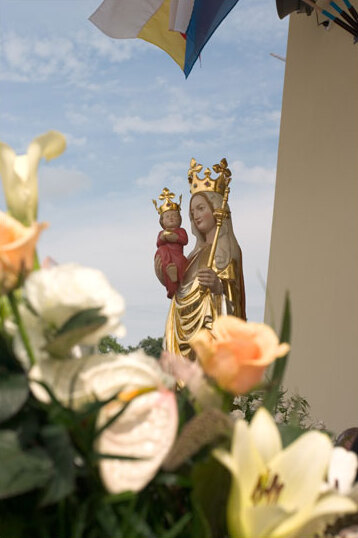
Matka Boża Lipińska
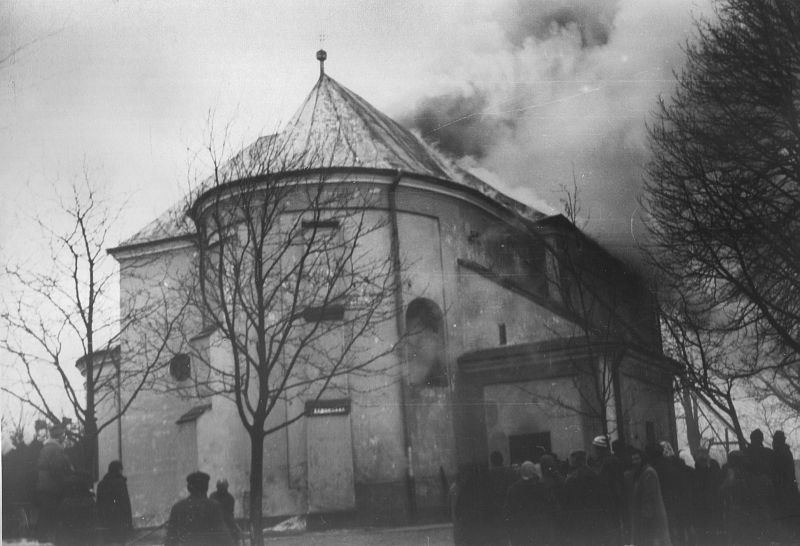
Pożar kościoła w 1972

## Figura
Figura Matki Bożej Lipińskiej wyrzeźbiona jest z drewna lipowego. Od tyłu jest wydrążona, tak jak zwykle postępowali średniowieczni rzeźbiarze-snycerze ze swoimi rzeźbami, chcąc zabezpieczyć w ten sposób drewno przed pękaniem. W to wydrążenie wmontowano uratowany z pożaru w 1972 r. fragment dawnej oryginalnej figury. Jest to przyścienna rzeźba gotycka licząca 121 cm wysokości. Figura ukazuje Maryję jako Królową Wniebowziętą. Postać Matki Najświętszej przedstawiona jest w pozycji stojącej z dzieciątkiem na prawej ręce. W lewej trzyma berło. Madonna Lipińska, podobnie jak wszystkie inne „Piękne Madonny”, przedstawiona jest w kontrapoście. Ubrana jest w złota suknię i płaszcz. Na stopach ma wąskie pantofelki. Głowę Madonny zdobi korona, spod której opada na boki staropolska nałęczka. Przedstawiona w figurze Maryja ma wygląd osoby liczącej 17-20 lat. Trzymane przez nią na prawej ręce dziecię jest uderzająco małe, ale jego twarzyczka przypomina człowieka dorosłego. Dzieciątko obiema rękami trzyma jabłko królewskie.

## Specyfikacja kultu
W sanktuarium poleca się szczególnie intencje rolników i trzeźwości. Jest ono jednym z głównych miejsc pielgrzymkowych diecezji rzeszowskiej. Rocznie do sanktuarium przybywa średnio 50-70 grup pielgrzymkowych, a liczba pątników sięga ok. 10 tysięcy. Główne uroczystości odpustowe przypadają podczas Wniebowzięcia NMP, od 14 do 17 sierpnia.